# フリオ・メデム
フリオ・メデム（Julio Medem, 1958年10月21日 - ）はスペイン・ギプスコア県サン・セバスティアン出身の映画監督・脚本家である。

## 経歴
1958年にバスク地方のギプスコア県サン・セバスティアンに生まれ、バスク大学で精神医学を学んで医学修士となった。17歳で短編映画の製作を始め、バスク大学在学中には新聞で映画評を書くなどしていた。大学卒業後には本格的に映画界に進出して短編映画を製作し、1992年の長編第1作『バカス』ではゴヤ賞で新人監督賞を受賞し、「イギリスで発表された独創性と創造性が高い映画」に与えられるサザーランド杯を獲得した。1993年の長編第2作『赤いリス』ではカンヌ国際映画祭で高評価を得てスタンリー・キューブリック監督に称賛され、デンヴァー国際映画祭でも特別賞を受賞した。
1998年の『アナとオットー』ではゴヤ賞のオリジナル脚本賞にノミネートされ、スペインでは歴代3位の興行成績を記録した。2003年にはバスク地方の伝統的スポーツのペロータ・バスカを扱ったドキュメンタリー映画『バスク・ボール』を撮影し、バスク地方のスペインからの独立やバスク祖国と自由(ETA)によるテロ問題などに触れたことから、様々な立場の人々からの大きな議論を呼ぶこととなった。
2015年にはペネロペ・クルス主演の『あなたのママになるために』を製作し、ゴヤ賞では主演女優賞を含む3部門にノミネートされた。

## 作風
『赤いリス』を除く多くの作品では作品中にバスク地方が登場しており、舞台がバスク地方であったり、登場人物がバスク人であることが多い。作品のテーマは悲劇、運命、偶然、愛、競争、情熱などであり、現実とファンタジーのどちらでもない作風が特徴である。

## 監督作品
- バカス Vacas  (1992)
- 赤いリス La ardilla roja (1993)
- Tierra (1996)
- アナとオットー Los amantes del Círculo Polar (1998)
- ルシアとSEX Lucía y el sexo (2001)
- バスク・ボール La pelota vasca. La piel contra la piedra (2003)
- Caótica Ana (2007)
- ローマ、愛の部屋 Room in Rome (2010)
- Moving the Arts (2010)
- あなたのママになるために Ma ma (2015)

## 受賞

### 映画賞
ゴヤ賞
| 年   | 作品             | 部門               | 結果       |
| ---- | ---------------- | ------------------ | ---------- |
| 2011 | ローマ、愛の部屋 | 脚本賞             | ノミネート |
| 2005 | !Hay motivo!     | ドキュメンタリー賞 | ノミネート |
| 2004 | バスク・ボール   | ドキュメンタリー賞 | ノミネート |
| 2000 | ルシアとSEX      | 撮影賞             | ノミネート |
| 2000 | ルシアとSEX      | 監督賞             | ノミネート |
| 2000 | ルシアとSEX      | 脚本賞             | ノミネート |
| 1998 | アナとオットー   | 脚本賞             | ノミネート |
| 1997 | Tierra           | 監督賞             | ノミネート |
| 1993 | バカス           | 新人監督賞         | 受賞       |
| 1993 | バカス           | 脚本賞             | ノミネート |

サン・ジョルディ賞
| 年   | 作品     | 部門           | 結果 |
| ---- | -------- | -------------- | ---- |
| 1994 | 赤いリス | スペイン映画賞 | 受賞 |
| 1993 | バカス   | Primer trabajo | 受賞 |

### 映画祭
カンヌ国際映画祭
| 年   | 作品     | 部門           | 結果       |
| ---- | -------- | -------------- | ---------- |
| 1996 | Tierra   | パルム・ドール | ノミネート |
| 1993 | 赤いリス | 新人監督賞     | 受賞       |

ヴェネツィア国際映画祭
| 年   | 作品           | 部門     | 結果       |
| ---- | -------------- | -------- | ---------- |
| 1998 | アナとオットー | 金獅子賞 | ノミネート |

マラガ映画祭
| 年   | 作品   | 部門   | 結果 |
| ---- | ------ | ------ | ---- |
| 2010 | 功労賞 | 功労賞 | 受賞 |